# Saison 2018 de l'équipe cycliste Dimension Data
La saison 2018 de l'équipe cycliste Dimension Data est la vingt-deuxième de cette équipe.

## Préparation de la saison 2018

### Sponsors et financement de l'équipe
L'équipe porte le nom de Dimension Data, société de services en ingénierie informatique sud-africaine qui est son sponsor principal depuis 2016. L'équipe continue de promouvoir l'action de la fondation Qhubeka. Celle-ci figure dans le titre complet de l'équipe « Team Dimension Data for Qhubeka ».
Dimension Data a un nouveau maillot, fourni par Oakley. La moitié basse est verte, la moitié haute, incluant les manches, est blanche, et les flancs noirs. Les noms des sponsors figurent dans la partie blanche. Dans le dos apparaît un grand « Q » de Qhubeka,.

### Arrivées et départs
Kristian Sbaragli est recruté par Israel Cycling Project, Nathan Haas par Katusha-Alpecin,, Omar Fraile par Astana. Tyler Farrar met fin à sa carrière, bien qu'il lui reste un an de contrat avec l'équipe. Les contrats d'Adrien Niyonshuti, Youcef Reguigui et Daniel Teklehaymanot n'ont pas été renouvelés.
| Arrivées               | Équipe 2017            |
| ---------------------- | ---------------------- |
| Scott Davies           | Wiggins                |
| Nicholas Dlamini       | Dimension Data-Qhubeka |
| Amanuel Gebrezgabihier | Dimension Data-Qhubeka |
| Louis Meintjes         | UAE Emirates           |
| Tom-Jelte Slagter      | Cannondale-Drapac      |
| Julien Vermote         | Quick-Step Floors      |

| Départs              | Équipe 2017            |
| -------------------- | ---------------------- |
| Tyler Farrar         | retraite               |
| Omar Fraile          | Astana                 |
| Nathan Haas          | Katusha-Alpecin        |
| Adrien Niyonshuti    |                        |
| Youcef Reguigui      | Natur4ever-Sovac       |
| Kristian Sbaragli    | Israel Cycling Project |
| Daniel Teklehaimanot | Cofidis                |

## Coureurs et encadrement technique

### Effectif
L'effectif de Dimension Data en 2018 compte 27 coureurs.
| Cycliste                    | Date de naissance | Nationalité    | Équipe 2017            |  |
| --------------------------- | ----------------- | -------------- | ---------------------- |  |
| Igor Antón                  | 2 mars 1983       | Espagne        | Dimension Data         |  |
| Natnael Berhane             | 5 janvier 1991    | Érythrée       | Dimension Data         |  |
| Edvald Boasson Hagen        | 17 mai 1987       | Norvège        | Dimension Data         |  |
| Mark Cavendish              | 21 mai 1985       | Royaume-Uni    | Dimension Data         |  |
| Steve Cummings              | 19 mars 1981      | Royaume-Uni    | Dimension Data         |  |
| Scott Davies                | 5 août 1995       | Royaume-Uni    | Wiggins                |  |
| Mekseb Debesay              | 15 juin 1991      | Érythrée       | Dimension Data         |  |
| Nicholas Dlamini            | 12 août 1995      | Afrique du Sud | Dimension Data-Qhubeka |  |
| Nicolas Dougall             | 21 novembre 1992  | Afrique du Sud | Dimension Data         |  |
| Bernhard Eisel              | 17 février 1981   | Autriche       | Dimension Data         |  |
| Amanuel Gebrezgabihier      | 17 août 1994      | Érythrée       | Dimension Data-Qhubeka |  |
| Ryan Gibbons                | 13 août 1994      | Afrique du Sud | Dimension Data         |  |
| Jacques Janse van Rensburg  | 6 septembre 1987  | Afrique du Sud | Dimension Data         |  |
| Reinardt Janse van Rensburg | 3 février 1989    | Afrique du Sud | Dimension Data         |  |
| Benjamin King               | 22 mars 1989      | États-Unis     | Dimension Data         |  |
| Merhawi Kudus               | 23 janvier 1994   | Érythrée       | Dimension Data         |  |
| Louis Meintjes              | 21 février 1992   | Afrique du Sud | UAE Emirates           |  |
| Lachlan Morton              | 2 janvier 1992    | Australie      | Dimension Data         |  |
| Ben O'Connor                | 25 novembre 1995  | Australie      | Dimension Data         |  |
| Serge Pauwels               | 21 novembre 1983  | Belgique       | Dimension Data         |  |
| Mark Renshaw                | 22 octobre 1982   | Australie      | Dimension Data         |  |
| Tom-Jelte Slagter           | 1er juillet 1989  | Pays-Bas       | Cannondale-Drapac      |  |
| Jay Robert Thomson          | 4 décembre 1986   | Afrique du Sud | Dimension Data         |  |
| Scott Thwaites              | 12 février 1990   | Royaume-Uni    | Dimension Data         |  |
| Johann van Zyl              | 2 février 1991    | Afrique du Sud | Dimension Data         |  |
| Jacobus Venter              | 13 février 1987   | Afrique du Sud | Dimension Data         |  |
| Julien Vermote              | 26 juillet 1989   | Belgique       | Quick-Step Floors      |  |

- Stagiaires

À partir du 1er août 2018
| Coureur        | Date de naissance | Nationalité     | Équipe                     |
| -------------- | ----------------- | --------------- | -------------------------- |
| Kent Main      | 8 janvier 1996    | Afrique du Sud  | Dimension Data for Qhubeka |
| Matteo Sobrero | 14 mai 1997       | Italie          | Dimension Data for Qhubeka |
| Connor Swift   | 30 octobre 1995   | Grande-Bretagne | Madison Genesis            |

## Bilan de la saison

### Victoires
| Date        | Course                                     | Pays                | Classe | Vainqueur            |
| ----------- | ------------------------------------------ | ------------------- | ------ | -------------------- |
| 8 fév.      | 3e étape du Dubaï Tour                     | Émirats arabes unis | 2.HC   | Mark Cavendish       |
| 18 avr.     | 3e étape du Tour des Alpes                 | Italie              | 2.HC   | Ben O'Connor         |
| 17 mai      | 2e étape du Tour de Norvège                | Norvège             | 2.HC   | Edvald Boasson Hagen |
| 21 juin     | Championnat de Norvège du contre-la-montre | Norvège             | CN     | Edvald Boasson Hagen |
| 24 juin     | Championnat d'Érythrée sur route           | Érythrée            | CN     | Merhawi Kudus        |
| 28 août     | 4e étape du Tour d'Espagne                 | Espagne             | 2.UWT  | Benjamin King        |
| 2 septembre | 9e étape du Tour d'Espagne                 | Espagne             | 2.UWT  | Benjamin King        |

### Résultats sur les courses majeures
Les tableaux suivants représentent les résultats de l'équipe dans les principales courses du calendrier international (les cinq classiques majeures et les trois grands tours). Pour chaque épreuve est indiqué le meilleur coureur de l'équipe, son classement ainsi que les accessits glanés par Dimension Data sur les courses de trois semaines.

#### Classiques
| Classique            | Milan-San Remo             | Tour des Flandres          | Paris-Roubaix              | Liège-Bastogne-Liège    | Tour de Lombardie   |
| -------------------- | -------------------------- | -------------------------- | -------------------------- | ----------------------- | ------------------- |
| Coureur (classement) | Edvald Boasson Hagen (16e) | Edvald Boasson Hagen (19e) | Edvald Boasson Hagen (34e) | Tom-Jelte Slagter (30e) | Merhawi Kudus (70e) |

#### Grands tours
| Grand tour           | Tour d'Italie       | Tour de France          | Tour d'Espagne                       |
| -------------------- | ------------------- | ----------------------- | ------------------------------------ |
| Coureur (classement) | Benjamin King (44e) | Tom-Jelte Slagter (59e) | Benjamin King (24e)                  |
| Accessits            | -                   | -                       | 2 victoires d'étapes (Benjamin King) |